# El Rey (canal de televisión)
El Rey Network fue un canal de televisión por suscripción estadounidense. Estaba orientado principalmente a la comunidad latinoamericana radicada en Texas. Fue lanzado en 2013 por Robert Rodríguez en alianza con Univision. Cesó sus emisiones el 31 de diciembre de 2020.

## Historia
Como parte de su acuerdo para adquirir una participación minoritaria en NBCUniversal, Comcast Corportation se comprometió a llevar varios canales de propiedad minoristas. El acuerdo siguió a presión dirigido por Maxine Waters en audiencia del Congreso. En abril de 2011, Comcast solicitó propuestas para las redes de propiedad minoristas. En febrero de 2012, Comcast anunció acuerdo de distribución para cuatro canales, incluyendo El Rey. Los cuatro canales anunciados y seis próximas estaciones están siendo elegidos entre más de 100 propuestas para salir al aire en 2020.
El 6 de noviembre de 2020, Univision anunció que había vendido su participación en El Rey. La falta de un socio de transporte llevó a Rodríguez a anunciar el 8 de diciembre que la red cesaría sus operaciones en su forma actual el 31 de diciembre de 2020. También dijo que probablemente relanzaría la red como una marca solo digital. De acuerdo con el programa en línea de la cadena, el programa final que se transmitirá será el episodio de Lucha Underground "Pet Cemetery" a las 2AM EST el 1 de enero.

## Plan de negocio
Rodiguez se asoció con los ejecutivos de FactoryMade Ventures, John Fogelman y Cristina Patwa. El canal se dirige a la audiencia hispana con una red de entretenimiento general en idioma inglés. El canal distribuye la realidad, con guion y series animadas, películas, documentales, noticias, música, comedia y programas de deportes. Comcast ha manifestado que el canal "...destaque productores hispanos, celebridades y figuras públicas...." Los objetivos del canal de segunda y tercera generación, que a menudo son bilingües pero hablan inglés como su idioma principal. El canal espera tener éxito en un nivel más alto que los intentos anteriores para dar servicio a la misma demografía debido al compromiso de Comcast.

## Programación
El canal se transmitió en el servicio básico digital en algunos de los sistemas de Comcast. Comcast anunció que se preveía que la red se estrenara en enero de 2014. En agosto de 2012, el canal anunció que su director general sería Antoinette Alfonso Zel; el canal planeaba lanzarse el 15 de diciembre de 2013, tras una inversión de Univision. Time Warner Cable es una de las primeras compañías de cable para ofrecer el canal El Rey. El canal fue incluido en las líneas de DirecTV el 1 de enero de 2014.

## Producciones originales
En noviembre de 2013, fue anunciado que la producción de From Dusk Till Dawn había sido finalizada. También Matador de Roberto Orci y Alex Kurtzman, las cuales se estrenaron en verano de 2014 y una nueva liga de lucha libre AAA producida por Mark Burnett, la cual se estrenó en el segundo semestre del 2014.